# Uliodon
Uliodon is een spinnengeslacht in de taxonomische indeling van de Zoropsidae. Het geslacht werd in 1873 beschreven door L. Koch.

## Onderliggende soorten
- Uliodon albopunctatus L. Koch, 1873
- Uliodon cervinus L. Koch, 1873
- Uliodon ferrugineus (L. Koch, 1873)
- Uliodon frenatus (L. Koch, 1873)